# 真·三國無雙Online
《真·三国无双Online》是一款由日本光榮株式會社在2007年發售的線上遊戲。真‧三國無雙Online為PS2上真·三國無雙4的改編續作，遊戲內容主要是讓玩家創立自己的角色，並隨著衝突、特務、爭奪促使角色升級並獲得虛擬寶物及消費用虛擬貨幣，遊戲類似線上格鬥，是由大量的線上的玩家加入、大家可以一起體驗無双格鬥“以一擋千的MMO格鬥”遊戲。除玩家外的普通士兵和武將都比較弱，總體來說難度適中，玩家控制的角色在戰場上的作用就顯得重要許多。2010年2月18日日本方面開始運行PS3版本，並與日本PC版本使用同樣的伺服器。
2013年7月18日後，各國伺服器先後更新為「真‧三國無雙Online Z」，武將模組將更新為《真·三國無雙6》的模樣，追加「晉」勢力的武將等等，並大幅更新現有系統。

## 遊戲特點
- 由於PS2的真三國無雙系列銷售長紅，加上現在Online game的潮流，光榮於2007年推出真‧三國無雙Online，2008年3月由台灣紅心辣椒娛樂科技股份有限公司代理並正式販賣，讓沒有PS2玩家也能享受此系列的快感。
- 一般動作遊戲強調複雜、華麗的系統，遊戲主軸在於「讓所有玩家都能上手」讓新手玩家也能上手。真‧三國無雙Online強調簡單的輸入與爽快的「破壞感」，吸引不少輕度玩家，但有時也讓遊戲方式過於單調。
- 假想人物和人物性格的再創造：儘管以歷史題材為背景，真‧三國無雙Online進行了改造。故事的主角是玩家自己，玩家的角色、臉蛋跟髮型、皮膚的顏色、聲音等、有超過10萬種以上的組合、可以由自己的喜好選擇。使用的武器槍、劍、戟、斧等、也可在眾多的種類當中自由挑選裝備。
- 猶如排山倒海般逼近的敵兵、在華麗的連續攻擊和必殺技“無雙亂舞”後、一鼓作氣的倒下。
- 滿足了以一擋千的格鬥快感的「真・三國無双」，而『真・三國無双Online』則是以它所演變而來的線上遊戲。由於大量的線上的玩家加入、大家可以一起體驗無双格鬥“以一擋千的MMO格鬥”遊戲。 每個玩家、以身為三國志時代的一個武將、和各式各樣的同伴、敵人相遇、進而展開激烈的戰鬥、自己為主角的三國志揭開序幕。
- 作為線上遊戲的「真・三國無双」系列最大的特色是“爽快的以一擋千格鬥”之下，制服數以千計接連而上的敵人那種爽快感可說是「無双」的。  還有對應線上的『真・三國無双Online』、玩家朋友們互相爭奪據點爆發熱烈的激戰！　最大可以到4人對4人的對戰、還有同盟的玩家的合作和敵對玩家的互動等、當中戰術使用的重要性、也刺激的在遊戲中展開。
- 真・三國無双Online的主角是玩家的自己本身。猶如自己分身一般的玩家，角色可自由的操作、藉由這個角色扮演、宛如自己置身於三國志的世界中。
- 玩家的角色有自己本身的強化與武器的鍛鍊兩個成長要素可以成長。 自己本身的強化，在參與戰鬥僅有當時的效力，而在戰鬥中所獲得的仙箪，可經由後續的交換而強化自身的能力，也是重要的成長要素之一。
- 武器的鍛鍊是個效果持久的成長要素。使用武器的鍛鍊、可以增強武器的性能。鍛鍊的方向性也是自由的。表面上看起來相同、但也可能產生截然不同性能的武器。
- Z版開始追加雙武器系統，能夠在練兵、衝突、爭奪的模式中使用，切換武器時需要消耗無雙值。

## 遊戲模式
- 練兵－練兵官

義值未達200點的玩家可與不同勢力的玩家對戰之模式。
- 特務－酒店老闆、酒店招待員、練兵官、試技官、長吏、無雙武將、行商、骨董商、裁縫商、武器商、文官、武官

有分為單人特務及多人特務，與上述NPC承接後找文官執行特務。特務可增加個人及國家內政值。
- 衝突－武官、爭奪官、令史、衝突娘娘

可與不同勢力的玩家進行對戰，分為無雙、新手、熟練、精銳等等級，衝突度與對立度將是爭奪組合及士氣的依據。
- 演習－文官、令史

自勢力的玩家互相切磋的模式，本模式不會獲得義值，同時也不會有任何戰後記錄。戰後固定獲得1項道具。
- 崑崙山－崑崙天女

對戰非玩家勢力的模式。最高9999層，破到越高層再下山換的獎品越好，而破關有時間限制，可在關卡中取得「桃符」延長過關時間。在20倍數的山區有機會遇見互為敵對狀態的伏羲及女媧。龍神亂舞開始會遇到神獸「青龍」、「朱雀」、「白虎」、「玄武」。
- 爭奪－武官、爭奪官

勢力之間的領土爭奪戰，特定時間遊戲公司才會開啟。若奪得自身勢力的戰略目標都市，則俸祿及我方勢力人口會大幅加成。反之我方主要城市被奪則俸祿及我方勢力人口會大幅下降。
- 亂戰－參軍

12人對12人的大型對戰，特定時間遊戲公司才會開啟。兵糧剩餘較多的一方即為勝利者。
- 攻防戰－參軍

8人對8人的大型對戰，特定時間遊戲公司才會開啟。攻擊方勝利條件為破壞所有火藥箱，防守方則是不能讓所有火藥箱被破壞。
- 國士無雙戰－國士仙人

總共25人的對戰模式，特定時間遊戲公司才會開啟。除了自己以外都是敵人。會有最後存活積分跟擊倒傷害積分，以最後存活或獲得高分為戰鬥目標。

## 對戰模式
練兵、衝突及爭奪會有不同種類的對戰模式，但衝突有的模式練兵、爭奪不一定會有。
- 制壓所有敵方據點

練兵、衝突及爭奪均有。只需制壓所有紅色據點即可。
- 制壓全部的據點

衝突及爭奪均有。紅色及黃色據點都要全部制壓。
- 擊破2000人

衝突及爭奪均有。2000人是同隊4人擊破數的總和。
- 擊破3000人

衝突限定。3000人是同隊4人擊破數的總和。
- 擊破敵方指揮官

衝突限定。指揮官即為玩家，若有真人及電腦同隊的狀況下則擊破電腦不算分數。
- 敵方指揮官撤退10次

衝突限定。指揮官即為玩家，若有真人及電腦同隊的狀況下則擊破電腦仍算分數。
- 將10個寶物送至我方據點

衝突限定。擊敗戰場上的中立無雙武將得到寶物。送入我方據點得1分，送入我方兵糧庫得2分。
- 敵戰力之擊潰

衝突、爭奪均有。混合壓制據點、擊破數、指揮官擊破數及據點效果來達到降低敵方戰力的模式。
- 擊破敵方總大將

衝突、爭奪均有。擊敗敵方無雙武將即可。衝突需選擇不明模式才會有此目標。

## 開放勢力
本遊戲主要以六種顏色來區分玩家所屬勢力，各劇本能選擇的勢力均不相同。
| 代表顏色 | 代表神獸 | 勢力名稱                     | 勢力君主         |
| -------- | -------- | ---------------------------- | ---------------- |
| 藍       | 鳳凰     | 曹操軍、魏軍                 | 曹操、曹丕       |
| 紅       | 猛虎     | 孫堅軍、孫策軍、孫權軍、吳軍 | 孫堅、孫策、孫權 |
| 綠       | 青龍     | 劉備軍、蜀軍                 | 劉備、劉禪       |
| 水       | 靈龜     | 晉軍                         | 司馬懿           |
| 黃       | 饕餮     | 袁紹軍                       | 袁紹             |
| 紫       | 麒麟     | 董卓軍、呂布軍、馬超軍       | 董卓、呂布、馬超 |

| 魏國武將使用       | 吳國武將使用       | 蜀漢武將使用     | 晉國武將使用     | 他國武將使用     | Online原創       |
| ------------------ | ------------------ | ---------------- | ---------------- | ---------------- | ---------------- |
| 朴刀（夏侯惇）     | 鐵劍（周瑜）       | 直槍（趙雲）     | 燕扇（司馬懿）   | 鐵戟（呂布）     | 長棍（夏侯邦）   |
| 鉤鎌刀（張遼）     | 甲刀（甘寧）       | 偃月刀（關羽）   | 鏢（王元姬）     | 雙錘（貂蟬）     | 多節鞭（曹文命） |
| 大斧（徐晃）       | 積刃劍（孫權）     | 幻杖（龐統）     | 青龍刀（司馬昭） | 獄刀（董卓）     | 戰盤（司馬先）   |
| 碎棍（夏侯淵）     | 雙劍（陸遜）       | 羽扇（諸葛亮）   | 螺旋槍（鄧艾）   | 寶劍（袁紹）     | 麟角刀           |
| 戰斧（典韋）       | 櫻扇（大喬）       | 鐵槍（馬超）     | 飛翔劍（鍾會）   | 妖杖（張角）     | 狼牙棒           |
| 雙戟（龐德）       | 鐵鞭（黃蓋）       | 鐵矛（張飛）     | 迅雷劍（司馬師） | 蠻拳（孟獲）     | 蛇劍             |
| 雙刃劍（曹丕）     | 雙節棍（凌統）     | 斬馬刀（關平）   | 連弩砲（郭淮）   | 投弧刃（祝融）   | 重手甲           |
| 鐵鉤（張郃）       | 牙劍（孫堅）       | 戰戈（月英）     | 長鉞（辛憲英）   | 符咒（左慈）     | 穿刃             |
| 碎棒（許褚）       | 雙鞭（太史慈）     | 長雙刀（魏延）   | 翼扇（新司馬懿） | 巨劍（伏羲）     | 龍牙鉤           |
| 將劍（曹操）       | 弧刀（周泰）       | 盤刀（黃忠）     |                  | 細劍（女媧）     | 匕首             |
| 牙壁（曹仁）       | 旋棍（孫策）       | 尖劍（劉備）     |                  | 墮落（妲己）     | 雙短銃（曹文命） |
| 鐵笛（甄宓）       | 桃扇（小喬）       | 叉突矛（星彩）   |                  | 野太刀（森蘭丸） |                  |
| 雙鉞（新張遼）     | 斷戟（呂蒙）       | 三尖槍（姜維）   |                  | 月香鞭（新貂蟬） |                  |
| 飛麗爪（新張郃）   | 夏圈（孫尚香）     | 雷鳴槍（新姜維） |                  | 方天戟（新呂布） |                  |
| 打球棍（郭嘉）     | 火焰圈（新孫尚香） | 龍扇（新諸葛亮） |                  | 錫杖（新張角）   |                  |
| 大鉞（新徐晃）     | 紅龍刀（新孫權）   | 長弓（新黃忠）   |                  | 導符（新左慈）   |                  |
| 麒麟刀（新夏侯惇） | 打雙鞭（新太史慈） | 雙龍劍（新劉備） |                  | 飛刀（新祝融）   |                  |
| 紅蓮笛（新甄宓）   | 旋擊棍（新孫策）   | 擊劍（徐庶）     |                  | 十字戟（呂玲綺） |                  |
| 筆架叉（王異）     | 鐵舟（新黃蓋）     | 波鬥棍（關索）   |                  | 伸細劍（新袁紹） |                  |
| 潰棒（新許褚）     | 雙杖（新大喬）     | 旋刃盤（鮑三娘） |                  |                  |                  |
| 手斧（新典韋）     | 短戟（韓當）       | 刺劍（劉禪）     |                  |                  |                  |
| 雙斬劍（新曹丕）   | 斷月刃（丁奉）     | 長刀（新關羽）   |                  |                  |                  |
| 弓箭鞭（新夏侯淵） | 打刀（新周泰）     | 龍槍（新趙雲）   |                  |                  |                  |
| 雙鉤（樂進)        | 鐡扇（新小喬）     | 大劍（新關平）   |                  |                  |                  |
| 三尖刀（于禁)      | 九環刀（新孫堅）   | 兩刃槍（新姜維） |                  |                  |                  |
| 射刃槍（滿寵)      | 鬥棍（新周瑜）     | 刃弩（新月英）   |                  |                  |                  |
|                    | 飛燕劍（新陸遜）   | 鬥戈（新月英）   |                  |                  |                  |
|                    | 九齒耙（魯肅）     | 大鍘刀（周倉）   |                  |                  |                  |
|                    |                    | 眉間刀（新魏延） |                  |                  |                  |
|                    |                    | 貫薙槍（新馬超） |                  |                  |                  |

## 武器終極強化
武器終極強化是強化連擊3次後集滿七顆仙箪可使用的招式。
| 終極強化 | 武器1            | 武器2            | 武器3              | 武器4            | 武器5              | 武器6          | 終極強化作用                                                    |
| -------- | ---------------- | ---------------- | ------------------ | ---------------- | ------------------ | -------------- | --------------------------------------------------------------- |
| 繚亂     | 直槍（趙雲）     | 長棍（夏侯邦）   | 龍槍（新趙雲）     | 雙鉤（新樂進）   |                    |                | 攻擊範圍增為2倍。                                               |
| 破竹     | 戰斧（典韋）     | 雙戟（龐德）     | 潰棒（新許褚）     | 刃弩（新月英）   | 九環刀（新孫堅）   |                | 攻擊力增為3倍。                                                 |
| 粉碎     | 鐵槍（馬超）     | 寶劍（袁紹）     |                    |                  |                    |                | 破壞力增為3倍。                                                 |
| 背水     | 多節鞭（曹文命） | 戰盤（司馬先）   | 斷月刃（丁奉）     | 手斧（新典韋）   | 兩刃槍（新姜維）   | 鬥戈（新月英） | 防禦力增為3倍。                                                 |
| 神力     | 大斧（徐晃）     | 偃月刀（關羽）   | 長刀（新關羽）     | 大鉞（新徐晃）   | 鞭箭弓（新夏侯淵） | 三尖刀（于禁） | 最大體力增為2倍，並回復一定的體力值。                           |
| 亂舞     | 碎棍（夏侯淵）   | 雙鞭（太史慈）   | 打雙鞭（新太史慈） |                  |                    |                | 無雙增加速度增為2倍，且無雙會慢慢回覆。                         |
| 堅牢     | 將劍（曹操）     | 積刃劍（孫權）   | 紅龍刀（新孫權）   | 筆架叉（王異）   |                    |                | 我方據點內單位防禦增為1.3倍。                                   |
| 鳳凰     | 鐵劍（周瑜）     | 獄刀（董卓）     | 匕首               | 伸細劍（新袁紹） |                    |                | 所有攻擊均會附加屬性。                                          |
| 抑制     | 羽扇（諸葛亮）   | 投弧刃（祝融）   | 龍扇（新諸葛亮）   | 迅雷劍（司馬師） | 飛刀（新祝融）     |                | 所有玩家均無法增加無雙值。                                      |
| 神錘     | 碎棒（許褚）     | 鐵鞭（黃蓋）     | 方天戟（新呂布）   | 鐵舟（新黃蓋）   |                    |                | 可發動攻擊力2倍的真‧無雙亂舞。                                  |
| 神速     | 朴刀（夏侯惇）   | 甲刀（甘寧）     | 麒麟刀（新夏侯惇） | 雙短銃（曹文命） |                    |                | 移動速度變為最大。                                              |
| 孔雀     | 燕扇（司馬懿）   | 櫻扇（大喬）     | 雙杖（新大喬）     | 鐡扇（新小喬）   | 翼扇（新司馬懿）   |                | 強化玩家的攻擊屬性傷害。                                        |
| 鼓舞     | 雙劍（陸遜）     | 雙錘（貂蟬）     |                    |                  |                    |                | 恢復除玩家之外的將兵的體力。                                    |
| 守護     | 夏圈（孫尚香）   | 雙節棍（凌統）   | 火焰圈（新孫尚香） | 波鬥棍（關索）   |                    |                | 我方玩家體力逐漸恢復。                                          |
| 吸收     | 鉤鐮刀（張遼）   | 長雙刀（魏延）   | 雙鉞（新張遼）     | 刺劍（劉禪）     |                    |                | 對應攻擊吸收體力。                                              |
| 幻影     | 幻杖（龐統）     | 妖杖（張角）     | 導符（新左慈）     |                  |                    |                | 我方玩家小地圖可視範圍全開，敵方玩家小地圖可視範圍歸0。         |
| 鋼軀     | 鐵鉤（張郃）     | 蠻拳（孟獲）     | 飛麗爪（新張郃）   | 大劍（新關平）   | 貫薙槍（新馬超）   |                | 玩家身軀強壯程度上升1級。                                       |
| 不屈     | 鐵矛（張飛）     | 斬馬刀（關平）   | 連弩砲（郭淮）     | 大鍘刀（周倉）   |                    |                | 無視所有的屬性傷害。                                            |
| 威風     | 旋棍（孫策）     | 弧刀（周泰）     | 旋擊棍（新孫策）   | 打刀（新周泰）   | 鬥棍（新周瑜）     |                | 攻擊、破壞、防禦的能力以自身體力作上下修正，最高提升到2倍。     |
| 反攻     | 牙壁（曹仁）     | 盤刀（黃忠）     | 長弓（新黃忠）     | 短戟（韓當）     |                    |                | 自動防禦前方的攻擊，使用屬性反擊時不消耗無雙。                  |
| 天運     | 鐵笛（甄宓）     | 戰戈（月英）     |                    |                  |                    |                | 所有玩家的終極強化變為隨機。                                    |
| 加速     | 雙刃劍（曹丕）   | 尖劍（劉備）     | 雙龍劍（新劉備）   | 雙斬劍（新曹丕） | 飛燕劍（新陸遜）   |                | 提昇我方玩家全員的移動速度。                                    |
| 獻身     | 三尖槍（姜維）   | 符咒（左慈）     | 雷鳴槍（新姜維）   | 月香鞭（新貂蟬） |                    |                | 降低自身能力，提昇我方其他玩家的能力。                          |
| 鐵壁     | 斷戟（呂蒙）     | 叉突矛（星彩）   |                    |                  |                    |                | 防禦力增為2倍，遭到敵方攻擊時防禦成功則回復自身血量。           |
| 鬼迫     | 鐵戟（呂布）     | 野太刀（森蘭丸） | 十字戟（呂玲綺）   | 眉尖刀（新魏延） |                    |                | 無視敵方防禦狀態依舊給予傷害。                                  |
| 結界     | 巨劍（伏羲）     | 細劍（女媧）     | 飛翔劍（鍾會）     | 打球棍（郭嘉）   |                    |                | 可進行全方位防禦，但結界狀態下被攻擊則持續時間會額外減少。      |
| 迅雷     | 麟角刀           | 穿刃             | 擊劍（徐庶）       | 旋刃盤（鮑三娘） |                    |                | 衝刺狀態中可撞飛敵人。                                          |
| 共鳴     | 牙劍（孫堅）     | 桃扇（小喬）     |                    |                  |                    |                | 戰場上拾獲的道具能力可以以平均分配的方式分享給隊友。            |
| 鎮身     | 狼牙棒           | 蛇劍             | 長鉞（辛憲英）     |                  |                    |                | 隨著體力減少攻擊力增加，身體變得不易浮起。                      |
| 滅殺     | 重手甲           | 龍牙鉤           |                    |                  |                    |                | 防禦成功後崩壞敵人的戰鬥姿態，並減少敵人無雙值。                |
| 神域     | 墮落（妲己）     |                  |                    |                  |                    |                | 範圍中所有玩家無法跳躍。                                        |
| 毒牙     | 鏢（王元姬）     | 紅蓮笛（新甄宓） |                    |                  |                    |                | 被攻擊者持續受到傷害，攻擊、防禦、移動下降。                    |
| 擊碎     | 青龍刀（司馬昭） | 螺旋槍（鄧艾）   |                    |                  |                    |                | 破壞力增為2倍，易武攻擊力增加。                                 |
| 貫通     | 射刃槍（滿寵）   |                  |                    |                  |                    |                | 攻擊力增為2倍，無視對手的防御力。                               |
| 破甲     | 九齒耙（魯肅）   |                  |                    |                  |                    |                | 破壞力增為2倍，給予玩家破甲狀態，破甲狀態下，五秒鐘防御力減半。 |

## 合作作品
- 蒼天航路
  - 著名的三國漫畫所改編而成的動畫版，遊戲中通過特定的列傳特務可以取得該動畫的週邊家具，僅限日版。

- 赤壁
  - 吳宇森執導的電影，可用日本當地的電影票根兌換披風，僅限日版。

- 三國
  - 俗稱新三國，日本翻譯成三国志 Three Kingdoms，可取得該電視劇的週邊家具，僅限日版。

- 忍者外傳Σ2
  - 2011年的PS3版4週年紀念包滿足特定條件，可以獲得角色「龍隼」&「綾音」的特殊服裝，僅限日版。台版則有釋出一般品於骨董商，或者戰場取得。

- 信喵之野望
  - 同為光榮旗下作品，有織田信喵的喵紋紀念披風。

- 戰國無雙3
  - 同為光榮旗下作品，滿足特定條件可以獲得角色「竹中半兵衛」的特殊服裝。

- 無雙OROCHI 2 Hyper
  - 同為光榮旗下作品，滿足特定條件可以獲得角色「卑彌呼」的特殊服裝。

- 戰國無雙4
  - 同為光榮旗下作品，滿足特定條件可以獲得角色「真田幸村」、「女忍者」的特殊服裝。

## 臺灣方面遊戲主題曲
《無雙》
- 主唱：周杰倫
- 作詞：方文山
- 作曲：周杰倫
- 編曲：鍾興民
- MV導演：郭志達
- 提供：杰威爾音樂

## 伺服器狀況
- 結束營運
  - 南韓
  - 歐美
  - 臺灣
  - 中國
  - 日本

## 外部連結
- 真·三國無雙Online中國版官網 （页面存档备份，存于）